# Iglesia de San Sebastián (Lima)
La Iglesia de San Sebastián es una sagrada edificación del culto cristiano católico del distrito de Lima, en la ciudad homónima, capital del Perú. Cuyo emplazamiento es flanqueado por los jirones Ica y Chancay a una cuadra de la avenida Tacna, en el antiguo barrio de Monserrate, luego Cuartel Primero. Su frontis rosa y albo da al jirón Ica. En antigüedad, es la tercera parroquia de Lima fundada en 1554; la antecedieron el Sagrario, en 1535, y Santa Ana, en 1550. 
Esta iglesia atestiguó el bautizo de Santa Rosa de Lima, San Martín de Porres, Francisco Bolognesi, José Santos Chocano, José María Eguren y otros ilustres personajes limeños.[cita requerida]
Tiene como elemento más valioso el retablo mayor, que data del siglo XVIII, el cual fue restaurado con al apoyo de la cooperación española. 
En el balcón de la parroquia se conserva el único “pata de gallo” que servía al candil empleado como elemento de alumbrado público.
La casa parroquial de San Sebastián es una edificación pequeña y modesta, pero con prestancia, forma una unidad con la iglesia y desempeña una función urbanística importante como elemento de cierre de la plazuela. La plazuela aún conserva su antigua fuente que ilumina el conjunto, desde 1888.
El trazado del templo es mal atribuido a Francisco Becerra (1545-1605), arquitecto o alarife extremeño, natural de Trujillo de España. Este artífice recién llegó a Lima en el año de 1582, 28 años después.